# Muriel (Guadalajara)
Muriel es una localidad española del municipio guadalajareño de Tamajón, en la comunidad autónoma de Castilla-La Mancha. Está ubicada en el valle del río Sorbe.

## Geografía
La localidad está situada en las últimas estribaciones de la sierra de Ayllón, en la margen derecha del río Sorbe. El pueblo está ubicado en un ensanchamiento del valle, protegido por las laderas de este, orientado al sur como muchos otros pueblos serranos. Está a una altitud de 870 m sobre el nivel del mar.
El entorno natural que lo rodea es rico y variado, destacando el bosque de galería en torno al río, muy bien conservado, y los cortados calizos, horadados por diversas cuevas (del Gorgocil, de la Vaca, etc.) que rodean la cola del embalse de Beleña. Por Muriel pasa el sendero GR-10.

## Historia
En los alrededores del pueblo hay constancia de asentamientos en la Edad de Bronce, y otros que datan de la época visigoda. Perteneció al común de villa y tierra de Atienza hasta que pasó al señorío de Beleña que lo incluyó en sus posesiones.
Hacia mediados del siglo XIX, el lugar, por entonces con ayuntamiento propio, tenía contabilizada una población de 88 habitantes. La localidad aparece descrita en el decimosegundo volumen del Diccionario geográfico-estadístico-histórico de España y sus posesiones de Ultramar de Pascual Madoz de la siguiente manera:

MURIEL: l. con ayunt. en la prov. de Guadalajara (6 leg.), part. jud. de Tamajon (1), aud. terr. de Madrid (46), c. g. de Castilla la Nueva, dióc. de Toledo. sit. entre dos cerros á la márg. der. del r. Sorbe; goza de clima templado. Tiene 30 casas, la consistorial, una iglesia parr. (La Asuncion de Ntra. Sra.) aneja de la de La Mierla, servida por un teniente cura. térm.: confina con los de Fraguas, Beleña, La Cueva y Tamajon: el terreno fertilizado por el mencionado r., cuyo paso facilita un puente de piedra, es de buena calidad. caminos: los que dirigen á los pueblos limítrofes. correo: se recibe y despacha en la estafeta de Cogolludo. prod.: cereales, legumbres y algo de aceite, leñas de combustible y buenos pastos, con los que se mantiene ganado lanar, cabrio y mular; hay caza mayor y menor, y en el Sorbe pesca de truchas, barbos y anguilas. ind.: la agrícola y recriacion de ganados. comercio: esportacion del sobrante de frutos é importacion de los art. que faltan. pobl.: 22 vec., 88 alm. cap. prod.: 405,715 rs. imp.: 28,400. contr.: 1,700.
(Madoz, 1849, p. 760)

Es desde entonces y hasta los años 1930 cuando vive la época de mayor prosperidad, gracias al cultivo del olivar, que no podía darse en los pueblos de más al norte, por ser más fríos. A comienzos del siglo XX la población se estabilizó en torno a los 200 vecinos.
Durante la guerra civil fue zona del frente durante muchos meses, tiempo durante el cual se destruyó un puente de piedra sobre el Sorbe que databa de finales del siglo XIX. 
En  los años 1960 y 1970 el pueblo sufrió un éxodo masivo de sus vecinos, hasta el punto de quedar prácticamente deshabitado, tras ser expropiadas las tierras de la vega para la construcción del embalse de Beleña y los montes para la repoblación con pino resinero. Corrió grave riesgo de sufrir la misma suerte que otros pueblos cercanos, como Jócar, Fraguas o Sacedoncillo, que se despoblaron. En 1970 desapareció el municipio de Muriel, al ser incorporado al de Tamajón junto con Almiruete y Palancares.
En la actualidad conserva su fisonomía de pueblo de pequeño tamaño y cuidado por sus vecinos, que han restaurado las casas de sus antepasados.

## Demografía
| Gráfica de evolución demográfica de Muriel entre 1842 y 1960 |
| |
| Población de derecho según los censos de población del INE Población de hecho según los censos de población del INEEntre el censo de 1857 y el anterior, crece el término del municipio porque incorpora a Sacedoncillo Entre el censo de 1970 y el anterior, este municipio desaparece porque se integra en el municipio Tamajón |

## Fiestas y tradiciones
Sus fiestas patronales son el primer fin de semana de agosto, trasladadas seis meses desde el 5 de febrero, día de la patrona, Santa Águeda. Existía una botarga que salía alrededor de las navidades, descubriendo su identidad el día de año nuevo, pero a día de hoy esa costumbre ha desaparecido.